# Гаццоло, Нандо
Фердинандо «Нандо» Гаццоле (итал. Nando Gazzolo, 16 октября 1928 — 16 ноября 2015) — итальянский актёр.

## Жизнь и карьера
Родился в Савоне, в семье актёра Лауро Гаццоле и диктора на радио Аиды Оттавиани. Его карьера началась в юности на радио, а в 1948 году он впервые появился на театральной сцене.
Первого крупного успеха добился в 1951 году после участия в постановке Ренцо Риччи «Антоний и Клеопатра». В дальнейшем он много сотрудничал на театральной сцене с Витторио Гассманом и Луиджи Скварзина, после чего сосредоточился на работе в качестве актёра дубляжа.
Помимо прочего снимался и на большом экране, а также и в телевизионных фильмах. Его сын Маттео Гаццоло также стал актёром.

## Избранная фильмография
- 1961 — Константин Великий / Costantino il Grande — Лициний
- 1963 — Непобедимый всадник в маске  — Дон Родриго
- 1966 — Обломов / Oblomov — Андрей Штольц
- 1968 — Шерлок Холмс / Sherlock Holmes — Шерлок Холмс